# Van Gogh (musikgrupp)
Van Gogh, bildat 1986 i Belgrad, är ett serbiskt rockband som består av fyra medlemmar.

## Karriär

### 1980-talet
Bandet bildades 1986 och bestod då av Zvonimir Đukić, Srboljub Radivojević, Đorđe Petrović, Goran Milisavljević och Predrag Popović. Gruppens första singel släpptes i februari 1986 och hade titeln "Tragovi prošlosti". I maj samma år framförde de "Tragovi prošlosti", "Tjov smeh" och "Menjam se" vid en festival och kom på andra plats efter publikens röster och tredje plats efter juryns röster. Vid årets slut släppte bandet sitt självbetitlade debutalbum Van Gogh. Milisavjević skrev låttexterna och Đukić komponerade musiken. Albumet innehöll nya versioner av de låtar som bandet framfört vid festivalen tidigare samma år. Efter att antal konserter splittrades bandet.

### 1990-talet
De återförenades igen redan år 1990 och släppte singeln "Gubiš me". Nästa år släppte de sitt andra album Svet je moj. Vid det här laget bestod bandet fortfarande av fem medlemmar men Petrović, Milisavljević och Popović hade gett plats åt tre nya medlemmar. Dessa var Alksandar Barać, Vladan Cvetković och Vlada Barjaktarević. Det andra albumet innehöll även flera gästartister som Milan Mladenović, Margita Stefanović, Zoran Radimirović och Tanja Jovićević. Albumets musik och de flesta låttexterna var skrivna av Đukić. Albumet innehöll bland annat hitlåten "Neko te ima". År 1993 släppte bandet sitt tredje album Strast och då hade både Cvetković och Barjaktarević redan lämnat bandet som nu bestod av endast tre medlemmar. På albumet gästades Van Gogh av bland andra Rambo Amadeus, Marija Mihajlović och Pera Joe.
År 1995 släppte bandet sitt första samlingsalbum Tragovi prošlosti som innehöll femton låtar från deras tre första album, samt den nya singeln "Zemlja čuda". Bandets fjärde album Hodi släpptes år 1996. Återigen skrev Đukić musiken. Albumet innehöll flera hits som "Delfin", "Hodi", "Kiselina" och "Apsolutno ne". År 1997 släppte de sitt första livealbum No Comment som spelades in den 23 och 24 januari 1997 i Studentski kulturni centar i Belgrad. Livealbumet innehöll tidigare hits, de flesta från de senare albumen. År 1998 röstades bandet fram till årets jugoslaviska rockband och liveversionen av låten "Neko te ima" röstades fram till årets rocksong. År 1999 släppte bandet sitt femte studioalbum Opasan ples. Bandet hade nu tagit in Dušan Bogović som ny basist. Albumet producerades av Saša Habić som även producerat flera av deras tidigare album. Gästartister på albumet var Nenad Stefanović och Ryan Nemuryn. Musiken på albumet var skriven av medlemmarna Đukić och Radivojević samt av producenten Habić.

### 2000-talet
År 2000 blev Dragan Ivanović bandets nya basist. Deras andra livealbum Happy New Ear släpptes år 2001. Materialet hade spelats in redan den 19 december 1999 under en konsert i Hala sportova i Belgrad. Detta album producerades av Vlada Negovanović. År 2002 släpptes det sjätte studioalbumet DrUnder. År 2003 anslöt sig Dejan Ilić till bandet som ny basist. Den 15 juni 2004 var Van Gogh förband åt Metallica på Partizan Stadium i Belgrad. År 2006 släppte bandet sitt sjunde studioalbum Kolo. Bandet tog emot ett pris vid MTV Europe Music Awards år 2007. Samma år släppte de även ett videoalbum från en konsert de höll den 19 maj i Beogradska arena. Deras åttonde studioalbum Lavirint släpptes år 2009 och sålde fler än 100 000 exemplar under den första månaden. År 2011 firade bandet 25 år genom att släppa samlingsalbumet Total som innehöll en CD-skiva med 17 låtar och en DVD-skiva med 23 videor. Detta album släpptes endast i Kroatien.

## Medlemmar

### Nuvarande
- Zvonimir Đukić är sångare och gitarrist.
- Srboljub Radivojević är trummis.
- Dragan Ivanović är basist.
- Bane Gluvakov är gitarrist.

### Tidigare
- Goran Milisavljević var sångare.
- Predrag Popović var basist.
- Aleksandar Barać var basist.
- Dušan Bogović var basist.
- Đorđe Petrović spelade keyboard.
- Vlada Barjaktarević spelade keyboard.
- Dejan Ilić var basist.

## Diskografi

### Studioalbum
- 1986 – Van Gogh
- 1991 – Svet je moj
- 1993 – Strast
- 1996 – Hodi
- 1999 – Opasan ples
- 2002 – DrUnder
- 2006 – Kolo
- 2009 – Lavirint

### Livealbum
- 1997 – No Comment
- 2001 – Happy New Ear
- 2007 – Srećno Novo UžiVo

### Samlingsalbum
- 1995 – Tragovi prošlosti
- 2001 – Rani radovi, 1991-2001
- 2011 – Total